# Urbain Le Verrier
Urbain Jean Joseph Le Verrier (n. 11 martie 1811, Rocher-de-la-Liberté, Basse-Normandie, Franța – d. 23 septembrie 1877, Paris, Franța) a fost un astronom și matematician francez, specializat în mecanică cerească.
A descoperit, prin calcule, planeta Neptun, pe baza anomaliilor mișcării planetei Uranus, ipoteză confirmată de astronomul german Johann Galle, care a observat efectiv pentru prima oară planeta Neptun în data de 23 septembrie 1846, de la Observatorul astronomic din Berlin.
Urbain Le Verrier este și fondatorul meteorologiei moderne din Franța.

## Omagii
- Numele său este înscris pe Turnul Eiffel.
- Asteroidul 1997 Leverrier a fost denumit în onoarea sa, cât și unul din liceele din orașul său natal și un amfiteatru al universității din Caen.
- Un inel al planetei Neptun îi poartă numele.
- Un crater lunar poartă numele de Le Verrier.
- Există străzi Le Verrier la Paris (situată în vecinătatea Observatorului din Paris, în arondismentul al VI-lea), la Lille, Tourcoing, Nantes, Joué-lès-Tours, Toulouse, Saint-Lô, la Besançon, la Caen și la Brive-la-Gaillarde, o piață publică la Marsilia, cât și o statuie în Curtea Observatorului, realizată de sculptorul Henri Capu.
- O bancnotă cu valoarea nominală de 50 de franci, care a circulat între 1947 și 1951, afișa un portret al lui Le Verrier.[21]
- Un avion al companiei aeriene Air France îi poartă numele.[22]
- În 1868 și în 1876 el a fost decorat cu Medalia de Aur a Royal Astronomical Society.[23]